# Herzog György (népzenekutató)
Herzog György, külföldön George Herzog (Budapest, 1901. december 11. – Indianapolis, 1983. november 4.) magyar származású amerikai antropológus, folklorista, zenetudós és népzenekutató.

## Élete
Apja Herzog Ottó (1868–1925), egy malomipari vállalat vezetője, anyja Bukszbaum Teréz Irén tanítónő volt. 1917-től 1919-ig a budapesti Zeneakadémián tanult, azonban a numerus clausus nem tette lehetővé számára, hogy Magyarországon folytassa tanulmányait. Egy évet a bécsi Zeneakadémián töltött, majd a Berlini Művészeti Egyetem hallgatója lett. 1921-től Carl Stumpf és Erich Moritz von Hornbostel asszisztense volt a Berliner Phonogramm-Archivban. 1925-ben az Egyesült Államokba emigrált, ahol a Columbia Egyetemen antropológiából doktori fokozatot szerzett. Ott-tartózkodása alatt Franz Boas, Edward Sapir és Ruth Benedict tanítványa volt. 1930–1931 kutatóútra ment Libériába, ahol Sapir megbízásából rögzítette a jabo (zsabo) törzs nyelvét és népzenéjét. 1935-ben (és 1947-ben) Guggenheim-ösztöndíjat kapott. A helyszíni kutatásai révén írta meg 1937-ben doktori disszertációját A Pueblo és a Pima zenei stílusok összehasonlítása (A comparison of Pueblo and Pima musical styles) címmel, amely az amerikai indián zene egyik legmeghatározóbb kutatójává tette. Tanított és kutatásokat végzett a Chicagói Egyetemen, a Yale Egyetemen és a Columbia Egyetemen. A második világháború alatt az Amerikai Egyesült Államok Hadseregének Katonai hírszerzésnél dolgozott.
1948 és 1958 között az Indianai Egyetemen antropológus professzora volt, ahol hivatalosan is létrehozta a Hagyományos Zenei Archívumot (Archives of Traditional Music), amelyhez anyagokat 1936-ban kezdett gyűjteni, amikor még a Columbia Egyetemen dolgozott. Herzog a népzenekutatás észak-amerikai úttörője volt, és olyan radikális kutatási kérdéseket tett fel, mint például: „Van-e az állatoknak zenéjük?” (1941). Tanítványai közé tartozott Bruno Nettl is.
Tagja volt a Jazz Tanulmányok Intézete (Institute of Jazz Studies) tanácsadó testületének, 1955-ben rövid ideig elnöke is volt. David P. McAllesterrel, Alan Merriammel, Willard Rhodes-szal és Charles Seegerrel együtt megalapította a Society for Ethnomusicologyt. Egy 1950-ben bekövetkezett súlyos betegség következtében 1958-ban fel kellett hagynia a munkával, 1962-ben nyugdíjba vonult, és a következő húsz évben szanatóriumban élt.

## Írásai (válogatás)
- Folk tunes from Mississippi. repr. New York : Da Capo Press, 1977
- with Harold Courlander: The cow-tail switch, and other West African stories. New York: H. Holt and Co. 1947
- Drum Signaling in a West African Tribe. in: Word 1, S. 217–238, 1945
- with Frank G. Speck: The Tutelo spirit adoption ceremony: reclothing the living in the name of the dead. Harrisburg : Pennsylvania Historical Commission, 1942
- with Charles G. Blooah: Jabo Proverbs from Liberia: Maxims in the Life of a Native Tribe. London, Oxford University Press 1936
- Research in primitive and folk music in the United States, a survey. Washington, D.C., American council of learned societies 1936
- Die Musik der Karolinen-Inseln : (from the Phonogramm-Archiv, Berlin). Hamburg: Friederichsen, de Gruyter, 1936. (= Ergebnisse der Südsee-Expedition 1908–1910, II B, Bd. 9, 2. Halbband, Eilers, Westkarolinen.)
- A comparison of Pueblo and Pima musical styles. New York City 1935

## Fordítás
- Ez a szócikk részben vagy egészben  a   George Herzog (ethnomusicologist) című angol Wikipédia-szócikk ezen változatának fordításán alapul.  Az eredeti cikk szerkesztőit annak laptörténete sorolja fel. Ez a jelzés csupán a megfogalmazás eredetét és a szerzői jogokat jelzi, nem szolgál a cikkben szereplő információk forrásmegjelöléseként.